# Giovanni da Vercelli
Giovanni da Vercelli (Mosso Santa Maria, 1205 circa – Montpellier, 30 novembre 1283) è stato un religioso italiano, appartenente all'Ordine dei domenicani, per i quali ricoprì la carica di Maestro generale dal 1264 fino alla morte. La chiesa cattolica lo considera beato e lo ricorda il 30 novembre.

## Biografia
Giovanni nacque intorno al 1205 nella famiglia Garbella a Mosso Santa Maria, in provincia di Biella, già appartenente a Vercelli. Ha fatto i suoi studi iniziali a Parigi e poi studiò diritto canonico a Parigi, Pavia e Vercelli prima di entrare nei frati domenicani nel 1240. Nel 1254 fu nominato priore del convento domenicano di Bologna. Dal 1257 al 1264 fu priore provinciale della Lombardia.
Nel 1264 fu eletto Maestro Generale dal Capitolo Generale, incarico che ha ricoperto fino alla sua morte. 
Noto per la sua instancabile energia e il suo impegno per la semplicità, Giovanni ha fatto le visite personali, in genere a piedi, per quasi tutte le case dominicane, esortando i suoi confratelli ad osservare fedelmente la Regola e le Costituzioni dell'Ordine.
Durante la sua amministrazione, papa Gregorio X affidò all'Ordine domenicano il compito di cercare di stabilire la pace tra gli Stati belligeranti della penisola italiana. Inoltre a Giovanni è stato anche affidato il compito di preparare un quadro per il Concilio di Lione, tenutosi nel 1274, nel tentativo di unificare le Chiese orientali e occidentali. Nel corso di questo lavoro, ha incontrato e lavorato con il Ministro generale dei Frati Minori, Girolamo di Ascoli (che sarebbe poi diventato papa Niccolò IV). Entrambi sono stati poi inviati dalla Santa Sede per negoziare un disaccordo con il re Filippo III di Francia.
Dopo il Concilio di Lione, papa Gregorio guardò di nuovo ai frati domenicani, questa volta per diffondere la devozione del Santo Nome di Gesù. Giovanni prese il compito a cuore, richiedendo che ogni chiesa domenicana contenesse un altare dedicato al Santo Nome. La Società del Santo Nome fu formata per combattere la bestemmia e la profanazione di questo nome.
Al termine della sua vita, nel 1278, a Giovanni fu offerta la carica di Patriarca latino di Gerusalemme, che però rifiutò.
Morì il 30 novembre 1283 a Montpellier, in Francia.